# Lepidogalaxias salamandroides
Lepidogalaxias salamandroides é uma espécie de peixe, a única da família Lepidogalaxiidae. Foi descrita pela primeira vez em 1961 e apenas pode ser encontrada em pontos de água com acidez.
É uma espécie de pequenas dimensões, atingindo 7 cm decomprimento. Tem a habilidade particular de poder sobreviver à dessecação, cavando buracos na areia quando a água dos locais onde vive evapora.